# نادي أمية
نادي أُمَيَّة الرِياضِيّ هو نادي كرة قدم سوري يعود إلى محافظة إدلب في سوريا. يلعب في دوري الدرجة الأولى في إدلب.

## الألقاب
- حصل نادي أمية على المركز الثالث في دوري الدرجة الأولى في إدلب للموسم 2022–23.[1]

- حصل على لقب البطل في بطولة كأس الشهداء عام 2023 بعد فوزه على نادي حمص العدية بنتيجة هدفين لهدف.[2]